# Chaos and Bright Lights
Chaos and Bright Lights è il primo album in studio del gruppo musicale australiano The McClymonts, pubblicato il 12 novembre 2007 dal Universal Music Group.

## Tracce
1. My Life Again – 3:22 (Adam Anders, Nathan Chapman, Brooke McClymont)
2. Save Yourself – 3:35 (Adam Anders, Trey Bruce, Brooke McClymon)
3. Don't Tie My Hands – 4:13 (Steve Diamond, Brooke McClymont, Mollie McClymont)
4. Good Cry – 3:47 (Brooke McClymont, Mollie McClymont, Samantha McClymont, Monty Powell, Eric Silver)
5. Settle Down – 4:21 (Brooke McClymont, Erinn Sherlock)
6. Way Too Late – 3:09 (Brooke McClymont, Mollie McClymont, Samantha McClymont, Rod McCormack)
7. You Were Right – 3:48 (Brooke McClymont, Erinn Sherlock)
8. Shotgun – 4:43 (Brooke McClymont, Mollie McClymont, Samantha McClymont)
9. Favourite Boyfriend of the Year – 3:20 (Adam Anders, Brooke McClymont, Mollie McClymont, Samantha McClymont)
10. Finally Over Blue – 4:00 (A. Herickson, L, Kittilsen, Brooke McClymont, J. Schumann)
11. Til You Love Me – 3:58 (Adam Anders, Samantha McClymont, Frank Myers)
12. Ghost Town – 2:53 (Mollie McClymont, Samantha McClymont, Erinn Sherlock)

## Classifiche
| Classifica (2007) | Posizione massima |
| ----------------- | ----------------- |
| Australia         | 37                |